# Costa Favolosa
El Costa Favolosa es un crucero encargado por Costa Cruceros en octubre de 2007. Basado en el diseño de la clase Concordia, el astillero Marghera de Fincantieri inició el Costa Favolosa el 5 de noviembre de 2009 y lo botó el 6 de agosto de 2010. Parte de un barco de cinco expansión de la flota de Costa Cruceros, el buque entró en servicio en julio de 2011.

## Construcción
El Costa Favolosa y su barco gemelo, el Costa Fascinosa, se ordenaron en octubre de 2007 como parte de una expansión de 2.400 millones de euros de la flota de Costa Cruceros, con cinco barcos entrando en servicio entre 2009 y 2012 para aumentar la capacidad de pasajeros de la compañía en un 50 %. La construcción del Costa Favolosa costó 510 millones de euros.
Los nombres de los dos barcos fueron seleccionados por concurso. La primera fase vio 16.000 pares de nombres enviados por agentes de viajes y sus clientes de todo el mundo, después de que se les pidiera que sugirieran nombres. Estos nombres debían evocar la idea de que los barcos eran lugares mágicos y glamorosos. Se preseleccionaron 25 pares de nombres y se colocaron en el sitio web de la empresa, donde más de 42.000 visitantes votaron por su favorito. Favolosa ("fabuloso" en italiano) y Fascinosa ("fascinante" o "glamoroso") fueron seleccionados como el par de nombres ganadores.
La primera sección del crucero se colocó en el astillero Marghera de Fincantieri el 5 de noviembre de 2009. El barco fue botado desde el dique seco del constructor el 6 de agosto de 2010. El Costa Favolosa es el decimoquinto barco en servicio con Costa Cruceros.

## Historial de servicio
En 2020 el buque y sus pasajeros se vieron afectados por la pandemia de COVID-19.